# 南薩地域振興局
| 南薩地域振興局管内のデータ |                                               |
| 面積                       | 865.2 km2 （全県比：9.4%） （2010年10月1日）  |
| 国勢調査                   | 145,803 人 （全県比：8.5%） （2010年10月1日） |
| 推計人口                   | 115,236 人 （全県比：7.5%） （2025年2月1日）  |

| 鹿児島地域 南薩地域 北薩地域 | 姶良・伊佐地域 大隅地域 熊毛地域 |

鹿児島県 地域区分図 (※屋久島以北)
鹿児島地域
南薩地域
北薩地域
姶良・伊佐地域
大隅地域
熊毛地域
（濃色が市部、淡色が郡部）

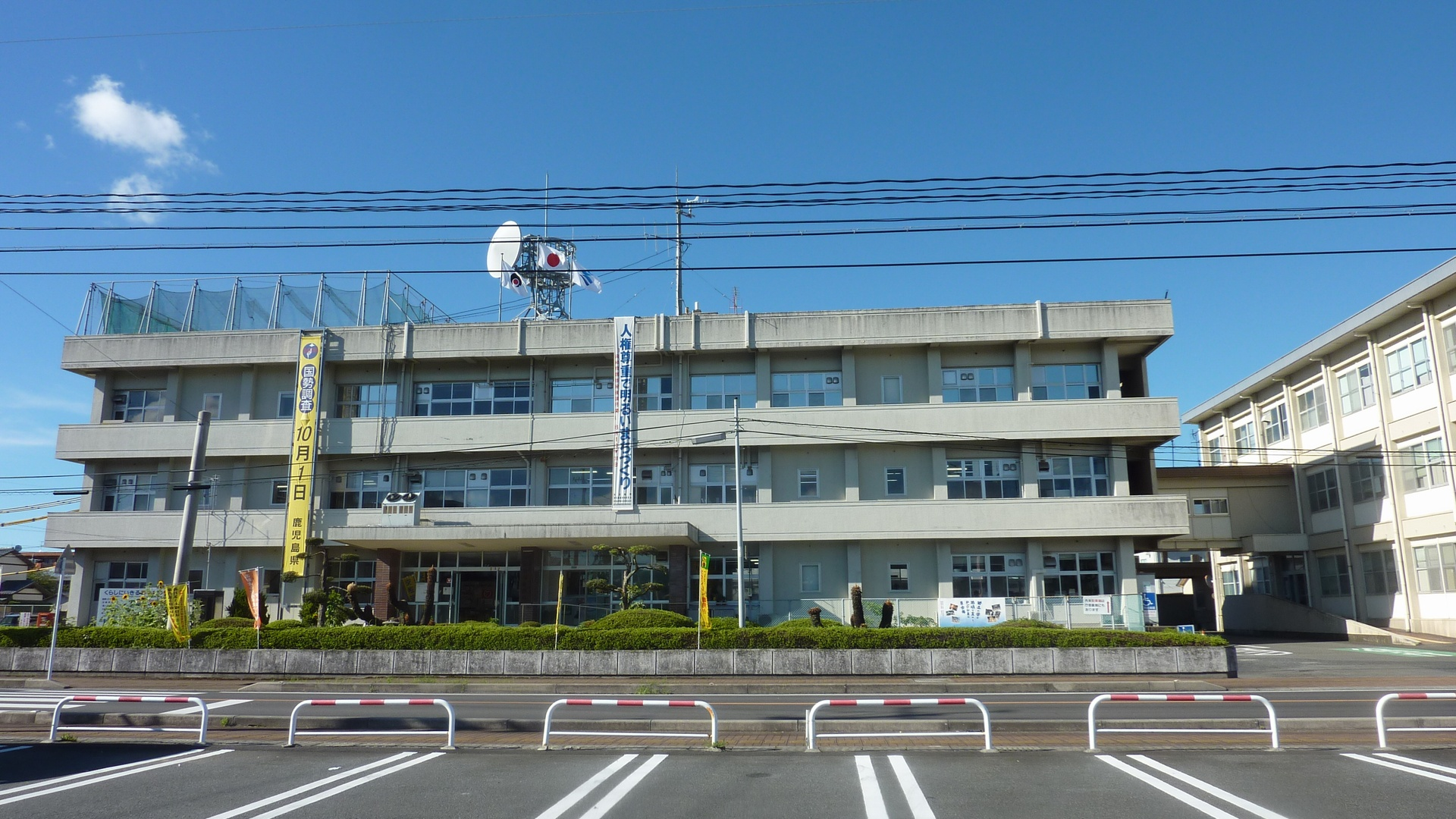
南薩地域振興局本庁舎

南薩地域振興局（なんさつちいきしんこうきょく）は、鹿児島県南さつま市にある県の出先機関（支庁）。管轄地域は、南さつま市、枕崎市、南九州市、指宿市の4市である。
2007年4月1日の出先機関改編により設置された。なお、2027年度末までに南九州市知覧町の県立保健看護学校跡に新築移転する予定である。
なお、本庁舎、第二庁舎及び南薩教育事務所（県教育庁関係）は、同じ南さつま市内ではあるものの、それぞれ離れた場所に所在している。

## 所在地
- 南薩地域振興局本庁舎 - 〒897-0031南さつま市加世田東本町8-13
  - 総務企画部・農林水産部・建設部
- 南薩地域振興局第二庁舎 - 〒897-0001南さつま市加世田村原2丁目1-1
  - 保健福祉環境部
- 南薩地域振興局指宿庁舎 - 〒891-0403指宿市十二町301
  - 保健福祉環境部指宿支所（指宿保健所）・農林水産部農政普及課指宿市駐在・建設部土木建築課指宿市駐在
- 南薩教育事務所 - 〒897-1121南さつま市加世田唐仁原1954-31

## 組織
- 局長
  - 次長
  - 総務企画部
    - 総務企画課
    - 県税課

  - 保健福祉環境部（加世田保健所）
    - 健康企画課
    - 衛生・環境課
    - 地域保健福祉課
    - 指宿支所(指宿保健所)

  - 農林水産部
    - 農林水産総務課
    - 農政普及課
      - 指宿市駐在

    - 農村整備課
    - 林務水産課

  - 建設部
    - 建設総務課
    - 土木建築課
      - 指宿市駐在

    - 河川港湾課
- 県教育庁関係
  - 南薩教育事務所
    - 総務課
    - 指導課